# Макс Фердинанд Шелер
Макс Фердинанд Шелер (Минхен, 22. август 1874 — Франкфурт на Мајни, 19. мај 1928) је био немачки филозоф познат по свом раду из феноменологије, етике и филозофске антропологије. Шелер је даље развио филозофски метод оснивача феноменологије, Едмунда Хуссерла, а Јосе Ортега y Гассет га је назвао првим човеком филозофског раја. После његове смрти, 1928. године, Мартин Хеидегер је потврдио, заједно са Ортегом у Гассетом, да је Шелер задужио све филозофе тог века и хвалили су га као најјачу филозофску снагу у модерној Немачкој, штавише и у савременој Европи и у самој савременој филозофији. 1954, Карол Војтила, који је касније постао папа Јован Павле II, бранио је своју докторску тезу о Оцењивању могућности конструисања хришћанске етике на основу система Макса Шелера.

## Живот и каријера

### Од Минхена до Келна (1874 – 1919)
Макс Шелер је рођен у Минхену, у Немачкој, 22.08.1874. у породици лутеранског оца и мајке ортодоксне јеврејке. Као адолесцент, прешао је у католичку веру иако је постао све више незаинтересован за веру око 1921. Након 1921, јавно се одвојио од католицизма и од јеврејско-хришћанског Бога и посветио се филозофској антропологији.
Шелер је студирао медицину на Универзитету у Минхену. Такође је студирао филозофију и социологију код Вилхема Дитлија, Карла Штумпфа и Георга Симмела на Универзитету у Берлину. Докторирао је 1897. у Минхену са тезом Беитраге зур Фестстеллунг дер Безиехунген зwисцхен ден логисцхен унд етхисцхен Принзипиен. Добио је хабилитацију 1898. на Универзитету у Јени са тезом са насловом Дие трансзентале унд дие псyцхологисхе Метходе уз вођство Рудолфа Еуцкена и тамо постао Приватдозент 1901. године. Током живота, Шелер је показивао снажан интерес за филозофију америчког прагматизма (Еуцкен је имао преписку са Вилијамом Џејмсом).
Предавао је на Јени од 1900. до 1906. Од 1907. до 1910. предавао је на Универзитету у Минхену, где се његова студија феноменологије Едмунда Хуссерла продубила. Шелер је прво срео Хуссерла на Халлеу 1902. године. На (универзитету) у Минхену, Хуссерлов сопствени професор Франз Брентано је још увек предавао, а Шелер се придружио Феноменолошком кругу у Минхену, окупљеном око М. Бецка, Тх. Цонрада, Ј. Дауберта, М. Геигера, Дитрицха вон Хилдебранда, Тхеодора Липпса и Алеxандера Пфандера. Шелер никада није био Хуссерлов студент и свеукупно, њихово пријатељство је остало усиљено. Шелер је у каснијим годинама био прилично критички настројен према учитељевим Логичким истрагама (1900/01) и Идејама И (1913), и такође је резервисано мислио о Постојању и времену од Мартина Хеидеггера. Због личних ствари је био ухваћен у конфликт између већином католичког универзитета и локалних социјалистичких медија, који је 1910. довео до губитка његовог радног места као предавача у Минхену. Од 1910. до 1911, Шелер је кратко предавао на Филозофском друштву у Готтингену, на ком је остварио и обновио познанства са Тхеодором Цонрадом, Хедwигом Цонрад-Мартиус (онтологом и Цонрадовом супругом), Моритзом Геигером, Јеаном Херингом, Романом Ингарденом, Диетрицхом вон Хилдербрандом, Хуссерлом, Алеxандреом Коyреом и Адолфом Реинацхом. Едитх Стеин је била једна од његових студената, импресионирана њиме много више од филозофије. Након тога, преселио се у Берлин као независан писац и зближио се са Валтхером Ратхенауом и Вернером Сомбартом.
Шелер је извршио приметан утицај на католичке кругове до данашњег дана, укључујући своју студенткињу Стеин и папу Јована Павла II који је написао своју Хабилитацију и многе чланке о Шелеровој филозофији. Заједно са другим минхенским феноменолозима као што су Реинацх, Пфандер и Геигер, основао је 1912. познату Jahrbuch für Philosophie und phänomenologische Forschung, са Хуссерлом као главним уредником.
Док се његов први брак са Амалие вон Девиц завршио разводом, Шелер се венчао са Марит Фуртванглер 1912, сестром чувеног диригента Wилхелма Фуртwанглера. Током Првог светског рата (1914—1918), Шелер је у почетку регрутован, али је касније отпуштен због астигматизма. Страствено је био посвећен одбрани и рата и немачке ствари током тог конфликта. Његов прелазак у католичку веру датира из овог периода.
Године 1919, је постао професор филозофије и социологије на Универзитету у Келну. Ту је остао до 1928. На почетку те године прихватио је нову позицију на Универзитету у Франкфурту. Ту се радовао упознавању са Ернстом Цассирером, Карлом Маннхеимом, Рудолпхом Оттом и Рицхардом вилхелмом, што је понекад помињао у својим писаним радовима. 1927. године, на конференцији у Дармстадту, близу Франкфурта, коју је организовао Херманн Кеyсерлинг, Шелер је одржао дугачко предавање, под насловом Човеково одређено место (Die Sonderstellung des Menschen), које је касније објављено у прилично скраћеној форми као Дие Стеллунг дес Менсцхен им Космос (дословно: Човеково место у космосу). Његов познати говорнички стил и начин говора освојили су публику на четири сата.

### Каснији живот (1920—1928)
Према крају живота, многи позиви су му слати, између осталих из Кине, Индије, Јапана, Русије и Сједињених Америчких Држава. Ипак је по савету свог лекара морао да откаже резервације које је већ урадио са компанијом Стар Лине.
У то време, Шелер се све више концентрисао на политички развој. Састао се са руским емигрантом и филозофом Николајем Бердјаевим у Берлину 1923. Шелер је био једини учењак тадашње немачке интелигенције који је у јавним говорима већ 1927. упозоравао на опасности растућег покрета национал социјалиста и марксизма. Политика и морал, Идеја вечног мира и пацифизма су биле теме говора које је одржао у Берлину 1927. год. У својим анализама капитализма, Шелер је расправљао да је капитализам прорачунати, глобално растући ментални склоп пре него економски систем. Док је економски капитализам можда имао неке корене у аскетском калвинизму (видети Макса Wебера), сам његов ментални склоп, како расправља Шелер, је имао своје порекло у модерном, подсвесном ангсту (очају) који се изражава у повећаним потребама за финансијском и другом сигурношћу, за заштитом и личном заштитом као и за рационалном управљивошћу свих ентитета. Ипак, подређеност вредности појединца овом менталном склопу је била довољан разлог за Макса Шелера да га се одрекне и да скицира и предвиди једну целу нову еру културе и вредности коју је назвао Светска ера прилагођавања.
Шелер је такође био поборник оснивања међународног универзитета у Швајцарској и у то време је подржавао програме као што су 'континуирано образовање' и изгледа да је први подржавао идеју онога што би се назвало Сједињене Државе Европе. Жалио је што постоји јаз у Немачкој између снаге и ума, јаз који је он сматрао за сам извор предстојеће диктатуре и највећа препреку успостављању немачке демократије. Пет година након његове смрти, нацистичка диктатура (1933—1945) потиснула је Шелеров рад.

## Филозофски допринос

### Љубав ифеноменолошки став
Када су уредници Geisteswissenschaftena позвали Шелера (око 1913/14.) да пише о тадашњем развојном филозофском методу феноменологије, Шелер је указао на резервисаност у вези са тим задатком зато што је могао само да изнесе своје сопствено гледиште о феноменологији и да није постојала школа о феноменологији која би била дефинисана по универзално прихваћеним тезама. Постојао је само један круг филозофа ограничених заједничким курсом и ставом према филозофским проблемима. Шелер се никада није сложио са Хусерлом да је феноменологија метод у строгом смислу, већ пре став духовног виђења...нечега што иначе остаје сакривено... Ако се феноменологија назове методом, онда не успева да се озбиљно узме феноменолошки домен оригиналног искуства: датост феноменолошких чињеница (суштина или вредности као а приори) пре него што се оне утврде логиком, а пре претпостављања сета критеријума или симбола, као што је случај са емпиријским и хуманистичким наукама као и другим (модерним) филозофијама које подешавају своје методе према методама тих наука.
Радије, то што се даје у феноменологији даје се само у посматрању и проживљавању тог самог чина. Суштина се никада не даје спољашњем посматрачу без директног контакта са самом том ствари. Феноменологија је ангажовање феномена, док се у исто време чека на само-датост; то није методички поступак посматрања као да је њен објекат стационаран. Тако, одређени став (Geisteshaltung, дословно размештај духа или духовни став) филозофа је кључан за откривање или виђење феноменолошких чињеница. Овај став је фундаментално моралан, у њему снага филозофског истраживања почива на основи љубави. Шелер описује суштину филозофског размишљања као љубављу одређен покрет најунутрашњијег себе ограниченог бића према учествовању у суштинској стварности од свих могућих.
Покрет и чин љубави је важан за филозофију из два разлога: (1) Ако је филозофија, како је Шелер описује слушајући уназад до Платонове традиције, учешће у прималној суштини свих суштина (Urwesen), онда следи да би се ово учешће постигло, човек мора инкорпорисати у себи садржај или суштинску карактеристику прималне суштине. За Шелера, та примална суштина је најкарактеристичнија у складу са љубављу, тако да је начин да се постигне најдиректније и најинтимније учешће да се дели у покрету љубави. Ипак важно је поменути да ова примална суштина није оствариво тело чија је могућа корелација знање; тако, чак и ако се филозофија увек бави знањем, како би се Шелер сложио, ипак, сам разум није одговарајућа учествујућа сила по којој се највиши ниво знања постиже. Само када разум и логика имају иза себе покрет љубави и одговарајуће моралне предуслове, човек може постићи филозофско знање. Љубав је на исти начин важна утолико зато што је њена суштина услов за могућност за датост вредносних објеката и посебно за датост објекта у смислу највише могуће вредности. Љубав је покрет који доводи до континуиране појаве све више вредности у објекту – баш као кад би текла из објекта по свом складу, без икакве врсте присиле...од стране онога који воли...истинска љубав отвара наше духовне очи према све вишим вредностима у вољеном објекту. Са друге стране, мржња је затварање себе или затварање очију према свету вредности. У другопоменутом контексту је да инверзије вредности или умањења вредности постају надмоћна и понекад се постану као меродавна у друштвима. Штавише, називајући љубав покретом, Шелер се нада да ће растерати интерпретацију да су љубав и мржња само реакције на осећане вредности пре него сам основ за могућност датости вредности (или сакривања вредности). Шелер пише:Љубав и мржња су чинови у којима се краљевство вредности које је доступно осећањима бића... или шири или сужава. Љубав и мржња требају да се разликују од разумних и чак психичких осећања; уместо тога, њих карактерише функција намере (особа увек воли или мрзи нешто) и зато морају припадати истој антрополошкој сфери као теоријска свесност и чинови воље и размишљања. Шелер стога назива љубав и мржњу духовним осећањима и они су основ за емоционални а приори као вредности, кроз љубав, дају се на исти начин као и суштине, кроз спознају. Укратко, љубав је вредносна спознаја и толико колико одређује начин на који филозоф приступа свету, она је индикативна за феноменолошки став.

### Материјална етика вредности
Фундаментални аспект Шелерове феноменологије је продужетак краљевства а приорија да укључи не само формалне пропозиције већ и материјалне. Кантова идентификација а приорија са формалним је била фундаментална грешка која је основ за његов етички формализам. Штавише, Кант је погрешно идентификовао краљевство неформалног (материјалног) са разумним или емпиријским садржајем. Језгро Шелерове критике Канта је унутар његове теорије вредности. Вредности се дају а приори и опипљив су феномен. Намерно осећање љубави открива вредности толико колико љубав отвара особу за бића од вредности (Wеrstein).
Додатно, вредности нису формалне стварности; оне не постоје негде осим света и њихових власника, и оне ће само постојати са власником вредности, као бићем вредности. Оне су стога део краљевства материјалног а приорија. Међутим, вредности могу варирати у смислу својих власника а да се тамо никада не догоди промена у објекту као власнику. На пример, вредност одређеног уметничког дела или одређених верских предмета може да варира према разликама културе и религије. Ипак, ова варијација вредности у односу на њихове власнике никако не достиже релативност вредности, већ само у односу на одређеног власника вредности. Као такве, културне вредности су увек духовне без обзира на објекте који могу да носе ову вредност, а свете вредности још увек остају највише вредности без обзира на њихове власнике. Према Шелеру, откривање постојања вредности неког објекта претходи представљању. Аксиолошка реалност вредности се даје пре знања, али након што се прође кроз осећање вредности, она може бити позната (према њиховим суштинским међусобним везама). Вредности и њихове одговарајуће невредности се рангирају према њиховим суштинским међусобним везама на следећи начин:
1. Вредности светих против невредности несветих
2. Вредности духа (истина, лепота против невредности њихових супротности)
3. Вредности живота и племенитости против невредности вулгарних
4. Вредности задовољства против невредности бола
5. Вредности корисности против невредности бескорисних[11]

Даље суштинске међусобне везе се примењују у односу на постојање или непостојање вредности (невредности):
- Постојање позитивне вредности је само по себи позитивна вредност.
- Постојање негативне вредности (невредности) је само по себи негативна вредност.
- Непостојање позитивне вредности је само по себи негативна вредност.
- Непостојање негативне вредности је само по себи позитивна вредност.[12]

И у односу вредности добра и зла:
- Добро је вредност која се прикључује реализацији позитивне вредности у сфери воље.
- Зло је вредност која се прикључује реализацији негативне вредности у сфери воље.
- Добро је вредност која се прикључује реализацији више вредности у сфери воље.
- Зло је вредност која се прикључује реализацији ниже вредности (о трошку више вредности) у сфери воље.[12]

Мада, доброта се једноставно не прикључује чину воље, већ потиче у крајности унутар распореда (Gesinnung) или основног моралног правца особе која је чини. Према:
- Критеријум добра састоји се у слагању намераване вредности, у реализацији са преферираном вредношћу или у неслагању са одбијеном вредношћу.
- Критеријум зла састоји се у неслагању намераване вредности, у реализацији са преферираном вредношћу или у слагању са одбијеном вредношћу.[12]

Шелер је расправљао да многи старији етички системи (Кантов формализам, теономска етика, ничеизам, хедонизам, консеквенцијализам и платонизам, на пример) аксиолошки греше наглашавајући једну вредносну категорију до искључења других. Нов аспект Шелерове етике је значај каироса или позива сата. Морална правила не могу водити особу да прави етичке изборе у тешким, егзистенцијалним животним изборима. За Шелера, сама способност да се поштују правила је усађена у основни морални правац те особе.
Поремећај срца дешава се када год особа преферира вредност ниже категорије у односу на вишу категорију, или невредност у односу на вредност.
Термин Вертстеин или постојање вредности Шелер користи у многим контекстима, али га је његова прерана смрт спречила да изради аксиолошку онтологију. Још један јединствен и контроверзан елемент Шелерове аксиологије је појам емотиве а приори: вредности могу само да се осете као што боја може само да се види. Разум не може мислити вредности; ум може само да поређа вредносне категорије након што се догодило проживљено искуство. За Шелера, особа је место вредносног искуства, безвременско постојање чина који делује у времену. Шелерово прихватање вредносно засноване метафизике чини његову феноменологију прилично другачијом од феноменологије свести (Хуссерл, Сартра) или од егзистенцијалне анализе постојања на свету од Дасеина (Хеидегер). Шелеров концепт проживљеног тела је прихваћен у раном раду Маурицеа Мерлеау-Понтyа.
Макс Шелер је проширио феноменолошки метод да би укључио и смањење научног метода, тако преиспитујући идеју Хуссерла да би феноменолошком филозофијом требало да се бави као строгом науком. Природни и научни ставови (Einstellung г) су феноменолошки контрапозитивни и стога морају да се асимилирају у напредак стварног феноменолошког смањења које, по Шелеровом мишљењу, више има облике свестране самодисциплине (Askese) него пуког логичког поступка обуставе егзистенцијалних расуђивања. Wesenschau, према Шелеру, је чин дељења Сосеин лимита Сеин-а А у суштинско онтолошки домен Сеин-а Б, укратко, онтолошко учешће Сосенхеитен-а, посматрање ствари као таквих (видети будистички концепт татхата, и хришћанске теолошке quidditas).

### Човек и историја (1924)
Шелер је планирао да објави свој важан рад из антропологије 1929. године, али комплетирање тог пројекта је прекинула његова прерана смрт 1928. Неки фрагменти тог рада су објављени у Nachlass-u. 1924, Човек и историја (Mensch und Geschichte), Шелер је дао неке прелиминарне изјаве о обиму и циљу филозофске антропологије..
У тој књизи, Шелер расправља о табула рази свих наслеђених предрасуда од три главне традиције које су формулисале идеју човека: религија, филозофија и наука. Шелер расправља да није довољно само одбацити те традиције, као што је Ниче урадио са јеврејско-хришћанском религијом рекавши Бог је мртав: ове традиције су импрегнирале све делове наше културе и стога још увек одређују велики део начина размишљања чак и оних који не верују у хришћанског Бога. Да би се стварно ослободили тих традиција, неопходно је студирати их и деконструисати их (Хуссерлов термин Абау).
Шелер каже да филозофска антропологија мора да се обраћа целокупности човека, док мора бити информисана од стране специјализованих наука као што су биологија, психологија, социологија.